# Amayuelas de Arriba
Amayuelas de Arriba – gmina w Hiszpanii, w prowincji Palencia, w Kastylii i León, o powierzchni 10,17 km². W 2011 roku gmina liczyła 38 mieszkańców.